# 千住郵便局電話事務室
千住郵便局電話事務室（せんじゅゆうびんきょくでんわじむしつ）は、東京都足立区千住中居町にある建築物。2002年（平成14年）からは、NTT千住ビルとしてNTT東日本に管理されている。山田守による設計の名称としては旧千住郵便局電話事務室として表記される場合がある。

## 概要
現存する数少ない山田守設計の建築物である。山田が設計した建物では初期のもので「ドイツ表現主義」と言われている。設計図面は山田守建築事務所や逓信省には残っておらず東海大学湘南キャンパスにある中央図書館貴重本庫に所蔵されている。図面によれば建物の中は竣工当時の施設として公衆溜、公衆電話、事務室、応接室、食堂、物置、湯沸室、小使室、監視員室、修繕室、宿直室、工夫溜、吏員宿直室、技術官室、電力室、電池室、ケーブル室、電気調節機関室、石炭庫、ポンプ室、男子便所、脱衣室、浴室、焚場、通路、足洗場、塵芥溜、灰溜である。
また、千住中居町のマンション新築工事中に建設現場から大量の色タイルが発見され、そのタイルは千住郵便局電話事務室のタイルだということが分かった。

## 沿革
1912年（明治45年）5月11日に当時の千住郵便局で開始した特設電話交換業務を後継する形で、1929年（昭和4年）5月に竣工した。逓信省の技師である山田守によって設計された、いわゆる逓信建築の一つである。1930年3月23日には、従来の電話交換方式である磁石式から自動式に切り替えた。また、1932年（昭和7年）10月1日、合併により足立区が発足することとなり、名称も足立郵便局電話分室に改称された。南側のアーチ門は、刑務所の場面を撮影するロケに使われたことがある。1995年ごろに建て替えの計画があったが、基礎工事が堅固であり解体費用がかさむため、計画は立ち消えた。その後NTT足立電話局として運用され、2002年（平成14年）3月の足立局廃止後はNTT東日本千住ビルという名称になっている。

## 特徴
昭和初期に流行ったスクラッチタイルは、1枚1枚が手焼きのレンガである。千住郵便局の設計図面はすべて青焼き 図面でA1サイズ35枚で構成され、工事名は「千住郵便局電話分室新築」となっている。設計および校閲の欄には山田の印鑑が押されている。建物は、南側と東側の前面道路に沿う形でコの字型に配置されており、すべての外壁面や貫通路壁面は、曲面で連続するようにスクラッチタイルに覆われている。これらタイルの色は茶色で、長手方向に溝がきられている。タイルを水平に並べているデザインはアムステルダム派（表現主義も参照のこと）からの影響がうかがえると評される。エーリヒ・メンデルゾーンは曲線の使い方や曲面に貼られたタイルに
興味を示した。また山田が家族にあてた手紙では山田自身が「お世辞であろう」と前置きしたうえで、ヴァルター・グロピウス、マックス・タウト、ブルーノ・タウト、ヨーゼフ・ホフマン、ル・コルビュジエらの著名な建築家に千住郵便局をほめられたと記している。
屋上に増築されたペントハウス部分は山田の設計ではないという説がある。
DOCOMOMO JAPAN選定 日本におけるモダン・ムーブメントの建築として、2017年度の選定作品となった。

## 外壁

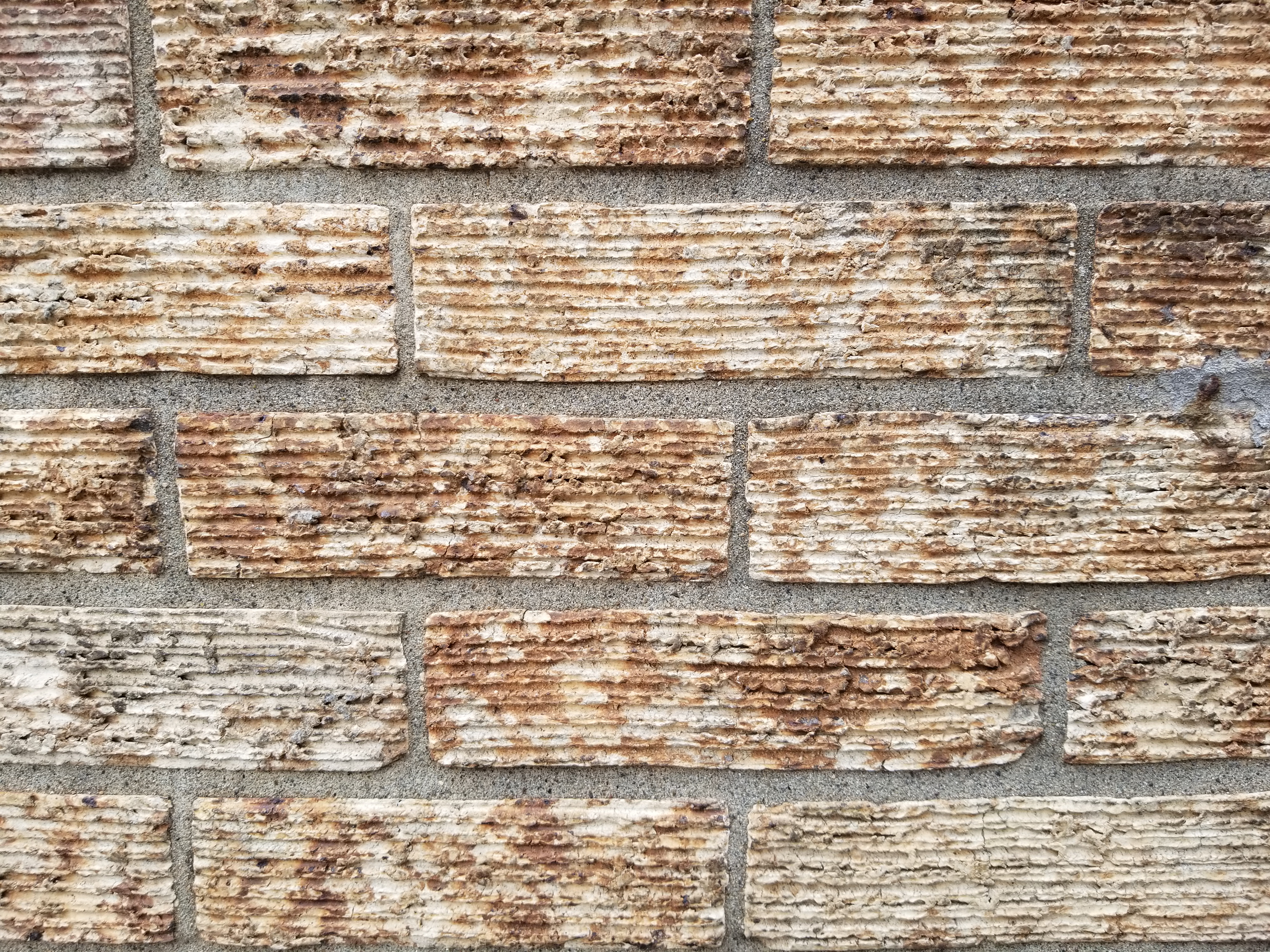
外壁のタイル
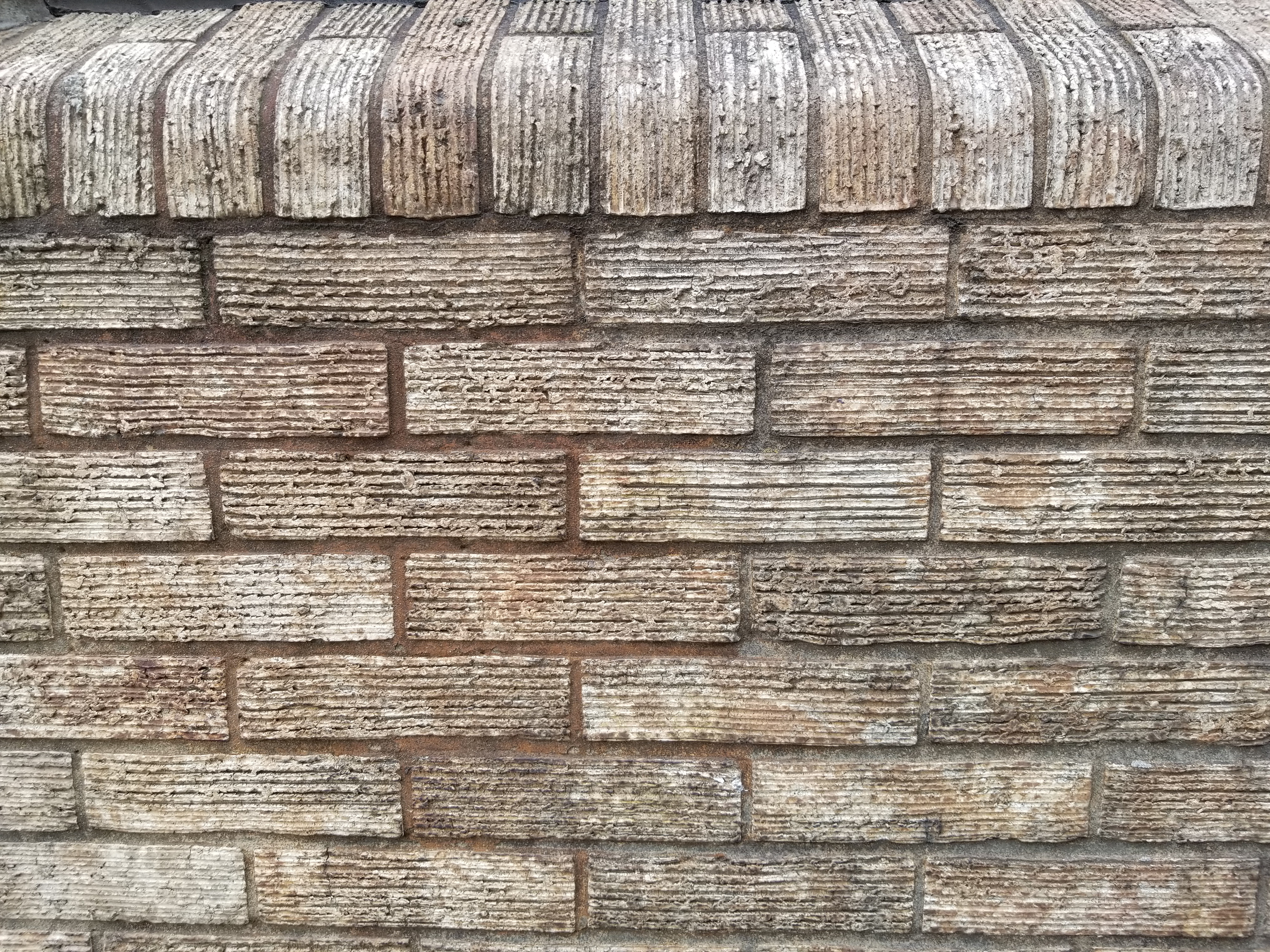
窓下のタイル
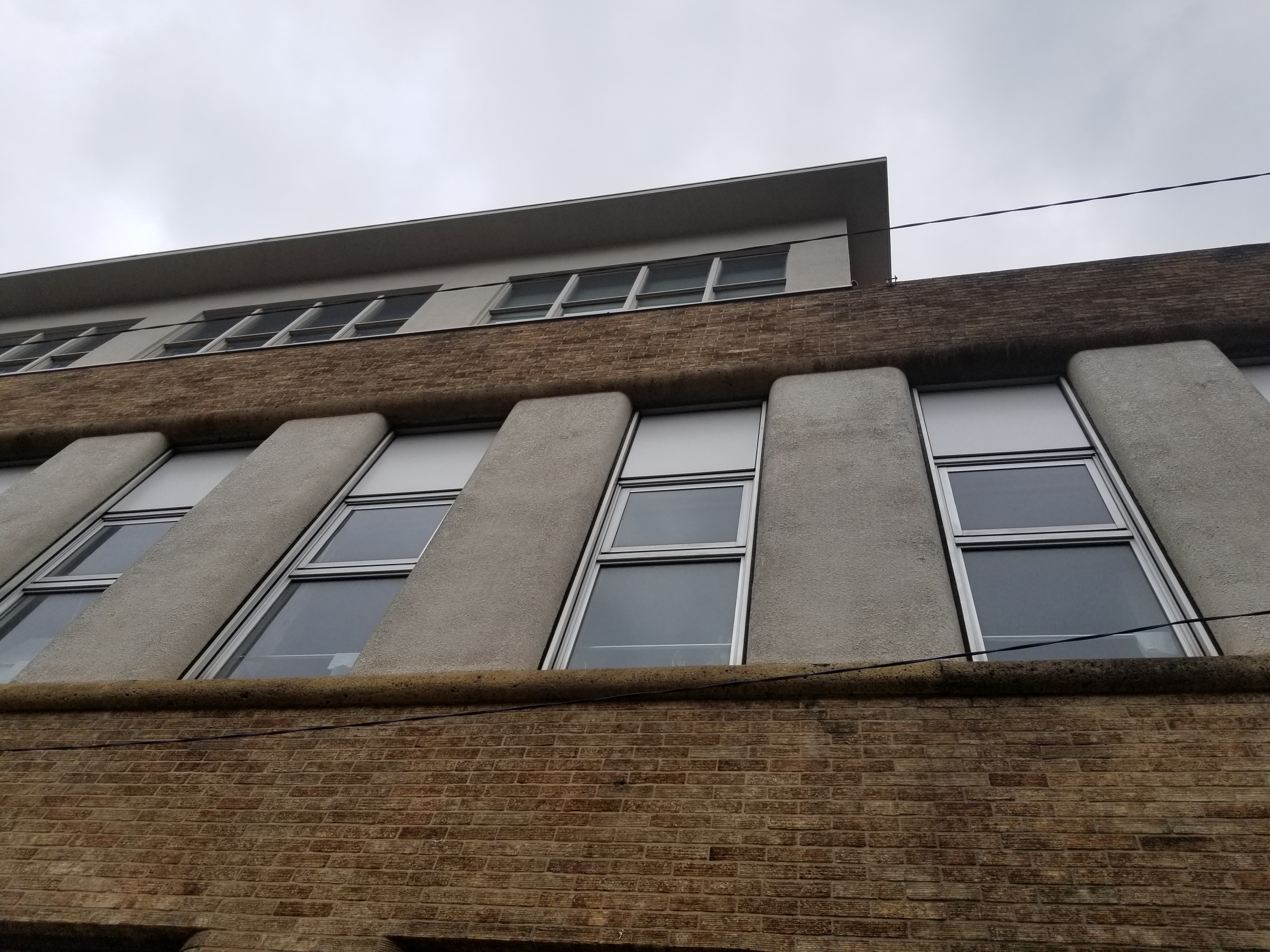
外壁全体。サッシを含め竣工時とは異なる。
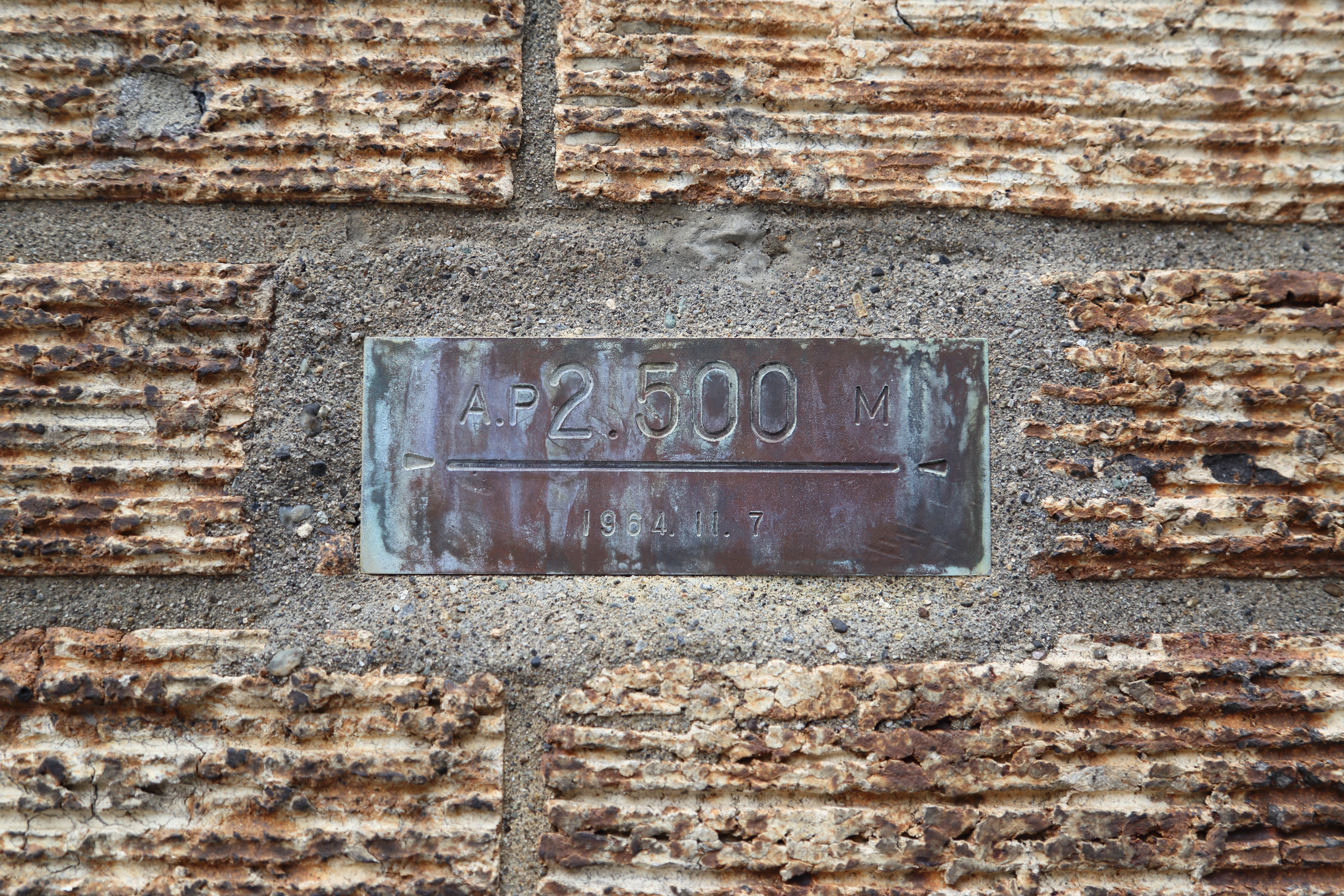
東側壁面に埋め込まれた荒川工事基準（量水標）のプレート
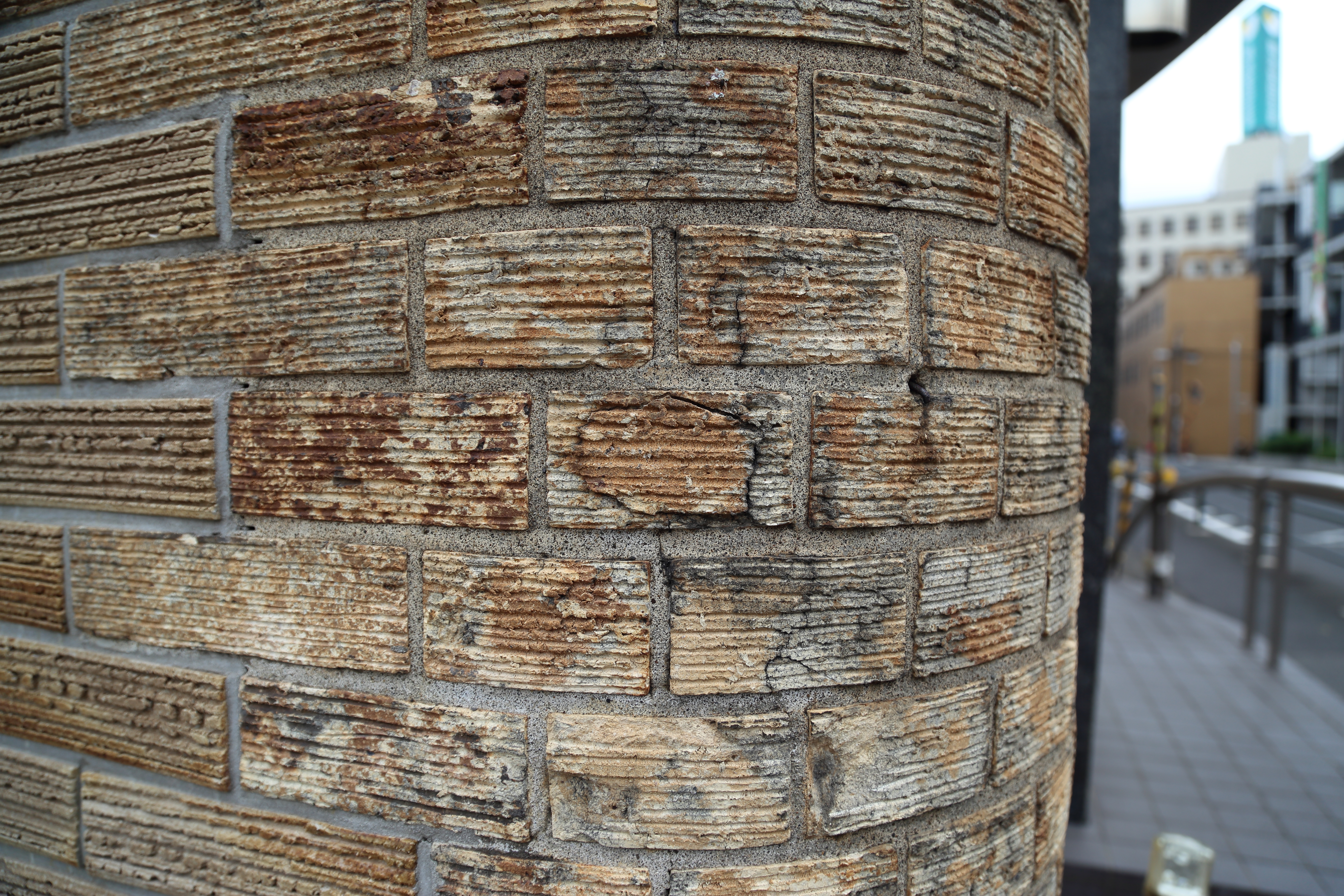
西側と南側の切り替え部。タイルもアーチに形がとられている。
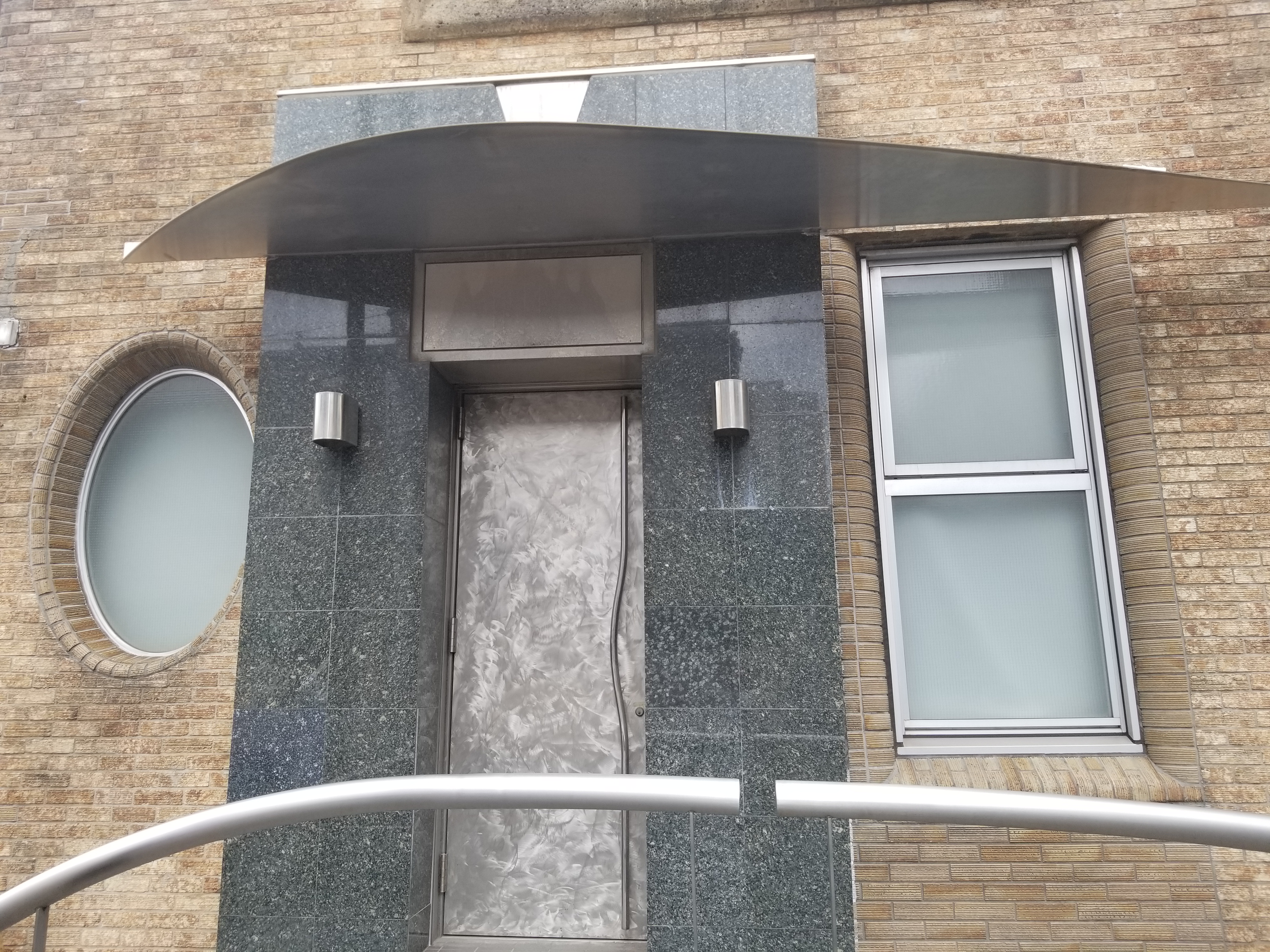
南側。写真左のサッシのみ竣工当時のまま。